# Igor Čerenšek
Igor Čerenšek (Zagreb, 22. travnja 1983.), hrvatski plivač.
Nastupio je na Olimpijskim igrama 2004. U štafeti 4 x 100 metara slobodno osvojio je 13. mjesto.
Na Mediteranskim igrama 2001. je osvojio brončanu medalju u štafeti 4 x 100 metaraa slobodnim stilom.
Bio je član zagrebačke Mladosti i Zagrebačkog plivačkog kluba.